# Parti for Socialister i Republikken Moldova
Parti for Socialister i Republikken Moldova (rumænsk: Partidul Socialiștilor din Republica Moldova, PSRM; russisk: Партия социалистов Республики Молдова, ПСРМ ) er et demokratisk socialistisk, socialkonservativt og euroskeptisk politisk parti i Moldova. Mellem 2005 og 2011 var det kendt som Party for Socialister i Moldova "Motherland" (Partidul Socialiștilor din Moldova «Patria-Rodina», PSMPR). Partiet har nu stort set erstattet Partiet for Kommunister i Republikken Moldova (PCRM) med hensyn til valgresultater og meningsmålinger, og vandt 31,15 % af stemmerne mod 3,75 % ved det moldoviske parlamentsvalg i 2019. I 2021 blev Valgblokken for Kommunister og Socialister dannet sammen med PCRM ved parlamentsvalget i 2021. På grund af sin støtte til moldovisk identitet er partiet blevet beskrevet af medierne i nabolandet Rumænien som anti-rumænsk.

## Historie
PSRM blev grundlagt i 1997 af medlemmer af det Moldovas Socialistiske Parti. Den stiftende kongres fandt sted den 29. juni 1997 i Chișinău. Veronica Abramciuc og Eduard Smirnov blev begge valgt som formænd for det nye parti  Partiet opnåede 0,59 % af stemmerne ved parlamentsvalget i 1998 uden at få valgt nogen mandater.
Ved valget i 2001 dannede partiet valgblokken "Enhed" sammen med Moldovas Republikanske Parti. Blokken opnåede 0,46 % af stemmerne og ingen mandater. Ved valget i 2006 dannede partiet valgblokken "Moderland" sammen med Moldovas Socialiste Parti. Blokken opnåede 4,9 % af stemmerne og ingen mandater.
Partiet deltog ikke i valgene i 2009 og 2010 og støttede i stedet Partiet for Kommunister i Republikken Moldova (PCRM). Partiformand Veronica Abramciuc blev optaget på PCRM's liste og valgt til parlamentet.
I 2011 tilsluttede tidligere medlem af PCRM Igor Dodon sig partiet og blev valgt som dets formand den 18. december 2011. Efterfølgende blev en socialistiske gruppe bestående af Dodon, Veronica Abramciuc og Zinaida Greceanîi nedsat i parlamentet.
Partiet vandt parlamentsvalget i 2014 med over 20 % af stemmerne. Partiet forblev i opposition da to pro-EU centrum-højre partier formåede at danne en mindretalstalregering med støtte fra PCRM.
Ved Moldovas præsidentvalg i 2016 blev partileder Igor Dodon valgt som ny præsident for Moldova. Efter valget stoppede Dodon som partiformand og blev erstattet af Zinaida Greceanîi. Efter at have tabt præsidentvalget i 2020 vendte Dodon tilbage som partiets formand.

## Politiske holdninger
Partiet har en anti-NATO, anti-EU og pro-russisk holdning. Partimedlemmer insisterer på at navngive det lokale sprog "moldovisk". Mariana Vasilache, journalist for den rumænske nationale radio, har beskrevet partiet som en promotor for moldovisk nationalisme ("moldovenisme").
Partiet er stærk modstander af LGBT-rettigheder i Moldova. På trods af at man officielt forbinder sig med venstrefløjen, arbejder partiet med nationalistiske, højreorienterede og religiøse bevægelser for at modvirke "fremmelse af umoralitet med hjælp fra USA i Moldova." Partiet har forbindelser til højrepopulistiske politiske partier i hele Europa, herunder Gruppen Nationernes og Frihedens Europa i Europa-Parlamentet.

## Partiledere
- Eduard Smirnov og Veronica Abramciuc (1997–2005)
- Veronica Abramciuc (2005–2011)
- Igor Dodon (2011–2016)
- Zinaida Greceanîi (2016–2020)
- Igor Dodon (fra 2020)